# Reprezentacja Irlandii Północnej w piłce siatkowej mężczyzn
Reprezentacja Irlandii Północnej w piłce siatkowej mężczyzn — reprezentacja narodowa w piłce siatkowej założona w 1982 roku, występująca na arenie międzynarodowej od 1982 roku, czyli od powstania Narodowego Związku Piłki Siatkowej. Od 1982 roku jest członkiem FIVB i CEV. Za jej funkcjonowanie odpowiedzialny jest Northern Ireland Volleyball.

## Rozgrywki międzynarodowe
Mistrzostwa Europy Małych Państw:
- 2000 - nie brała udziału
- 2002 - nie brała udziału
- 2004 - 6.
- 2007 - 8.
- 2009 - 4.
- 2011 - nie brała udziału
- 2013 - 8.
- 2015 - 5.
- 2017 - 4.
- 2019 - nie brała udziału